# خوزه لئون برنال

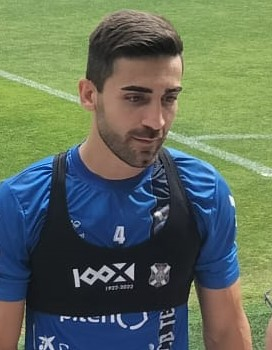
خوزه لئون برنال

خوزه لئون برنال (اسپانیایی: José León Bernal‎؛ زادهٔ ۳ فوریهٔ ۱۹۹۵) بازیکن فوتبال اهل اسپانیا است.
از باشگاه‌هایی که در آن بازی کرده‌است می‌توان به باشگاه فوتبال رئال مادرید کاستیا و باشگاه فوتبال رئال مادرید سی اشاره کرد.
وی همچنین در تیم ملی فوتبال Spain U19 بازی کرده‌است.